# Angraecum didieri
Angraecum  – gatunek roślin należący do rodziny storczykowatych (Orchidaceae). Rośliny endemiczne występujące w Afryce na Madagaskarze. Rośnie w lasach na wysokości 600–1500 m n.p.m.
Epifit o małych rozmiarach. Liście są grube, twardy, nierówno 2-klapowane z tępo zakończonymi wierzchołkami. Lubi ciepłe i wilgotne środowisko. Kwiaty osadzone są na krótkich kwiatostanach.

## Systematyka
Gatunek sklasyfikowany do podplemienia Angraecinae w plemieniu Vandeae, podrodzina epidendronowe (Epidendroideae), rodzina storczykowate (Orchidaceae), rząd szparagowce (Asparagales) w obrębie roślin jednoliściennych